# Petra Kvitová
Petra Kvitová (ur. 8 marca 1990 w Bílovcu) – czeska tenisistka, mistrzyni Wimbledonu 2011 i 2014 w grze pojedynczej, triumfatorka Mistrzostw WTA 2011 i WTA Elite Trophy 2016 w grze pojedynczej, zdobywczyni Pucharu Federacji 2011, 2012, 2014, 2015 i 2016 oraz Pucharu Hopmana 2012, brązowa medalistka igrzysk olimpijskich w Rio de Janeiro, wiceliderka rankingu WTA.

## Kariera tenisowa

### Kariera juniorska
Petra Kvitová rozpoczęła występy w juniorskich turniejach Międzynarodowej Federacji Tenisowej w styczniu 2005 roku. 9 lipca 2007 zajmowała 27. i najwyższe miejsce w notowaniach zawodniczek do lat osiemnastu. W czerwcu 2006 po raz pierwszy zagrała w zawodach dla profesjonalnych tenisistek w czeskim Prościejowie. Pierwszy turniej ITF wygrała we wrześniu w Szeged, pokonując w finale miejscową zawodniczkę Dorottyę Magas i została sklasyfikowana w rankingu WTA na 773. miejscu. W tym samym roku otrzymała status profesjonalnej tenisistki.
Po licznych sukcesach w cyklu ITF otrzymała szansę debiutu w WTA Tour. Zagrała w kwalifikacjach do imprezy w Pradze, ale odpadła z nich w drugiej rundzie. Kilka miesięcy później, będąc tenisistką z trzeciej setki światowej klasyfikacji, dostała się do drabinki głównej turnieju w Sztokholmie. Swój pierwszy seniorski mecz przegrała z Martą Domachowską 6:4, 3:6, 1:6. W sierpniu brała udział po raz pierwszy w eliminacjach do zawodów wielkoszlemowych, ale na kortach Flushing Meadows została odprawiona w drugiej rundzie przez Sandrę Klösel. W tym samym roku zadebiutowała w rozgrywkach o Puchar Federacji; wystąpiła w meczu deblowym przeciwko Hiszpankom w parze z Barborą Záhlavovą-Strýcovą.

### 2008
W lutym 2008 wygrała pierwszy singlowy mecz w turnieju głównym WTA Tour, dokonała tego w Paryżu, przechodząc eliminacje, pokonując Anabel Medinę Garrigues 6:2, 6:3, by następnego dnia ulec Jelenie Diemientiewej. W pierwszej rundzie w Memphis ograła najwyżej rozstawioną Venus Williams 2:6, 6:4, 6:3 (8 WTA), odnosząc najcenniejsze zwycięstwo w karierze. W kwietniu została sklasyfikowana w gronie stu najlepszych tenisistek świata. W maju po raz pierwszy zagrała jako pełnoprawna uczestniczka w imprezie wielkoszlemowej. Na kortach Rolanda Garrosa zaszła do czwartej rundy, eliminując kolejno Akiko Morigami, Samanthę Stosur i Ágnes Szávay; przegrała z Kaią Kanepi. W lipcu awansowała do pierwszego ćwierćfinału w Budapeszcie, potem powtórzyła ten wyczyn w Zurychu, odprawiając tam Patty Schnyder (11 WTA). W sierpniu zadebiutowała w letnich igrzyskach olimpijskich. Wystąpiła w grze podwójnej w Pekinie w parze z Lucie Šafářovą; panie przegrały z duetem australijskim, złożonym ze Stosur i Rennae Stubbs. 20 października sklasyfikowana na 44. miejscu rankingu WTA.

### 2009
W styczniu 2009 Kvitová wygrała pierwszy turniej WTA w grze pojedynczej, pokonując Ivetę Benešovą w finale w Hobarcie. Następnie przez wiele miesięcy nie była w stanie przejść drugiej rundy w żadnych zawodach, co spowodowało jej spadek do ósmej dziesiątki światowej klasyfikacji. Przełom nastąpił podczas US Open, gdzie doszła do czwartej rundy. W trzecim meczu ograła ówczesną liderkę rankingu, Dinarę Safinę wynikiem 6:4, 2:6, 7:6(5). W październiku została wicemistrzynią w Linzu, ogrywając w półfinale Agnieszkę Radwańską. W finale podobnie jak w Nowym Jorku, musiała uznać wyższość Yaniny Wickmayer. W lipcu 2009 odnotowała też pierwszy ćwierćfinał turnieju WTA w grze podwójnej (w Pradze, w parze z Nicole Vaidišovą).

### 2010
Nie obroniła tytułu z Hobart zimą 2010 roku, w lutym osiągnęła półfinał w Memphis, gdzie przegrała z Mariją Szarapową. W czerwcu sensacyjnie awansowała do półfinału Wimbledonu, zamykając dalszą drogę w zawodach Wiktoryi Azarance, Caroline Wozniacki i Kai Kanepi, zatrzymując się dopiero na liderce rankingu i głównej faworytce, Serenie Williams. Był to jej pierwszy wielkoszlemowy półfinał, awansowała dzięki niemu na 30. miejsce w światowych notowaniach. W dalszej części sezonu bez sukcesów, w Nowym Jorku doszła do trzeciej rundy, wyeliminowana przez Kim Clijsters. Organizacja WTA przyznała jej nagrodę za Debiut Roku.

### 2011

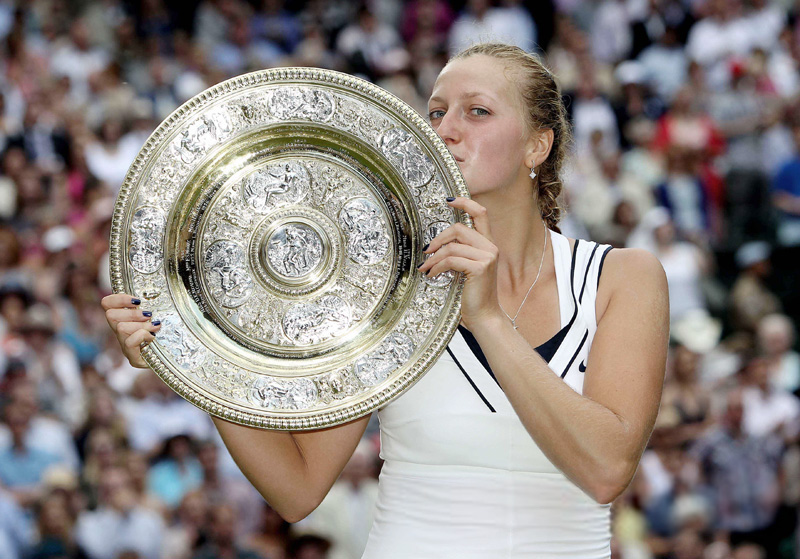
Petra Kvitová z pucharem za zwycięstwo w turnieju Wimbledon 2011

W styczniu 2011 wygrała drugi turniej WTA, w finale w Brisbane ogrywając Andreę Petković. Kilka tygodni później wyjechała z Melbourne jako ćwierćfinalistka wielkoszlemowego Australian Open. Kvitová weszła do czołowej dwudziestki rankingu gry pojedynczej i przypieczętowała dobrą formę trzecim indywidualnym triumfem. W finale w Paryżu była lepsza od światowego numeru jeden – Kim Clijsters. Przez dwa miesiące przeżywała kryzys, podczas którego nie doszła nawet do żadnego ćwierćfinału, ale na początku maja znów okazała się niepokonana w Madrycie. Awansowała na 10. miejsce w klasyfikacji WTA i pojechała na turniej rangi ITF do Pragi, w którym została najwyżej rozstawiona i który wygrała. Przeszła do czwartej rundy French Open, a potem przegrała finał w Eastbourne z Marion Bartoli.
Do wielkoszlemowego Wimbledonu przystąpiła jako ósma rakieta globu. Bez straty seta doszła do ćwierćfinału. Tam w trzech setach pokonała Cwetanę Pironkową, w następnym etapie straciła seta w potyczce z Wiktoryją Azaranką. Sensacyjnie awansowała do finału, gdzie rozgromiła mistrzynię edycji 2004, Mariję Szarapową 6:3, 6:4. Ostatnią reprezentantką Czech, która wygrała zawody wielkoszlemowe, była Jana Novotná, mistrzyni Wimbledonu 1998. Kvitová została też pierwszą osobą (spośród kobiet i mężczyzn), urodzoną w latach dziewięćdziesiątych XX wieku, która triumfowała w imprezie z cyklu Wielkiego Szlema.
Czeszka awansowała na siódme miejsce w rankingu, nie odniosła latem żadnych sukcesów, odpadając w pierwszej rundzie US Open z Alexandrą Dulgheru. We wrześniu awansowała do półfinału w Tokio, dzień wcześniej ponownie ogrywając Szarapową (Rosjanka skreczowała po siedmiu gemach meczu, ponieważ skręciła kostkę). W październiku triumfowała w Linzu, w walce o puchar okazując się lepszą od Dominiki Cibulkovej. Jako trzecia tenisistka świata przypieczętowała sezon wygraniem Mistrzostw WTA w Stambule. W fazie grupowej wyeliminowała Agnieszkę Radwańską, liderkę rankingu Caroline Wozniacki i Wierę Zwonariową, w półfinale Samanthę Stosur, a w finale Wiktoryję Azarankę. Było to jej siódme profesjonalne zwycięstwo. Awansowała na drugie miejsce na liście światowej (jako trzecia Czeszka w dziejach, po Martinie Navrátilovej i Janie Novotnej znalazła się wśród dwóch najlepszych tenisistek świata). W listopadzie wraz z drużyną Czech zdobyła Puchar Federacji. W finałowym starciu pokonały Rosjanki. Kvitová wygrała dwa mecze singlowe (ze Swietłaną Kuzniecową i Mariją Kirilenko).
Za sezon 2011 Petra Kvitová otrzymała tytuł Mistrzyni Świata ITF, Sony Ericsson WTA Tour Awards dla Tenisistki Roku, Największy Postęp Roku, Nagrodę Karen Krantzke, Nagrodę Fanów za Przełom Roku oraz Nagrodę Serca Pucharu Federacji. Po raz drugi z rzędu najważniejsze nagrody zebrała tenisistka, która nie zajmowała na koniec sezonu pierwszego miejsca w rankingu WTA (liderką pozostała Caroline Wozniacki, która do tego momentu nie miała na koncie ani jednego tytułu wielkoszlemowego). Uznana Sportowcem Roku 2011 w Czechach i Drużyną Roku razem z koleżankami, z którymi wywalczyła Puchar Federacji.

### 2012
W sezonie 2012 zwyciężyła w dwóch turniejach singlowych – w Montrealu oraz w New Haven Open. W pierwszym z nich w finale pokonała wynikiem 7:5, 2:6, 6:3 Li Na, a w drugim stosunkiem 7:6(9), 7:5 wygrała z Mariją Kirilenko. Oprócz tego dwukrotnie dochodziła do półfinału turniejów wielkoszlemowych i raz zaliczyła ćwierćfinał. Pod koniec sezonu nie obroniła tytułu mistrzostw WTA, przegrywając w pierwszym meczu z Radwańską, a następnie rezygnując z dalszej rywalizacji z powodu kontuzji.

### 2013

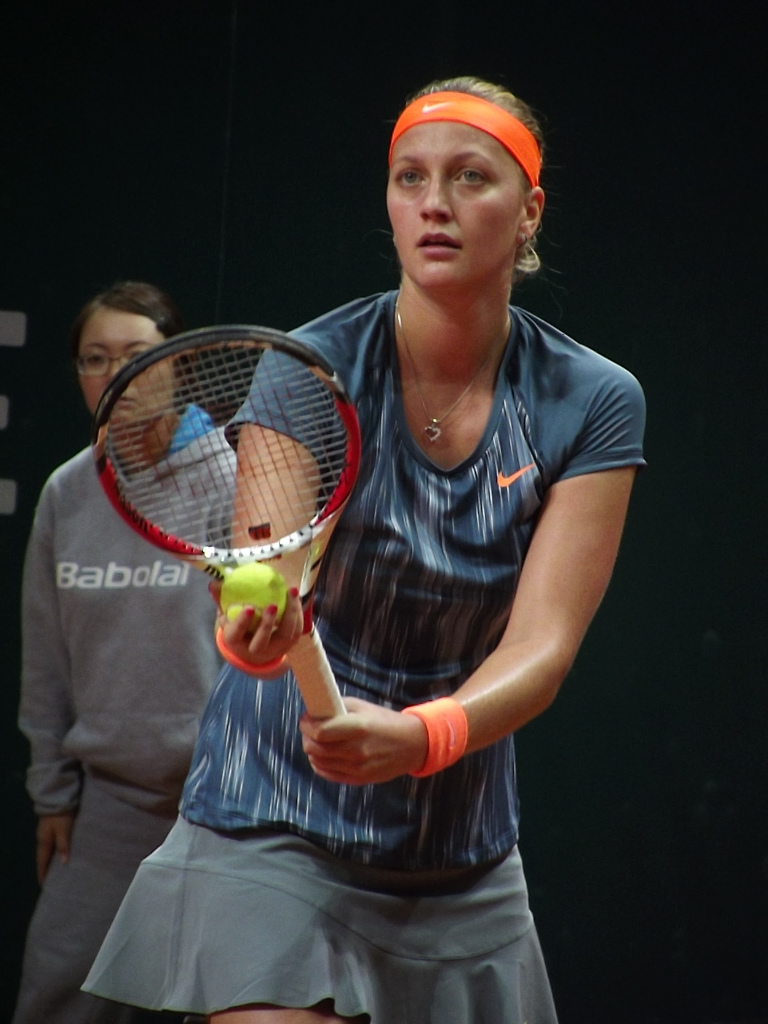
Petra Kvitová podczas turnieju BNP Paribas Katowice Open 2013

Sezon 2013 Czeszka rozpoczęła od turnieju w Brisbane, gdzie przegrała w drugiej rundzie z Anastasiją Pawluczenkową. W Sydney odpadła w pierwszej rundzie, ulegając Dominice Cibulkovej. Na Australian Open wygrała w pierwszym meczu z Francescą Schiavone, a w drugiej rundzie uległa Laurze Robson 6:2, 3:6, 9:11. Na turnieju w Ad-Dausze Czeszka pokonała Jekatierinę Makarową i Nadieżdę Pietrową. W ćwierćfinale uległa Serenie Williams 6:3, 3:6, 5:7. W następnym tygodniu zwyciężyła w turnieju rangi WTA Premier w Dubaju. W pierwszej rundzie pokonała Danielę Hantuchovą dwukrotnie do dwóch gemów. W kolejnym spotkaniu wygrała z Aną Ivanović 7:5, 7:6(1). W meczu ćwierćfinałowym pokonała Agnieszkę Radwańską 6:2, 6:4, a w półfinale zwyciężyła z Caroline Wozniacki 6:3, 6:4. W finale pokonała Sarę Errani wynikiem 6:2, 1:6, 6:1. Na turnieju w Indian Wells osiągnęła ćwierćfinał, w którym przegrała z Mariją Kirilenko 6:4, 4:6, 3:6. W Miami uległa w trzeciej rundzie Kirsten Flipkens 0:6, 6:4, 1:6. W zawodach w Katowicach osiągnęła finał, przegrywając w nim 6:7(2), 1:6 z Robertą Vinci.
Następnym turniejem, w którym Czeszka wzięła udział, były zawody w Stuttgarcie, w których osiągnęła ćwierćfinał. Po zwycięstwie nad dwoma zawodniczkami gospodarzy, uległa Li Na 3:6, 5:7. W Madrycie awansowała do drugiej rundy, w której uległa Danieli Hantuchovej 6:2, 2:6, 3:6. W Rzymie przegrała w trzeciej rundzie z Samanthą Stosur 5:7, 6:2, 1:6. Podczas French Open osiągnęła trzecią rundę, ulegając w niej Jamie Hampton 1:6, 6:7(7).
Okres gry na nawierzchni trawiastej rozpoczęła od zawodów w Eastbourne. Przegrała w drugiej rundzie z Yaniną Wickmayer, z którą występowała także w deblu. Na Wimbledonie Kvitová osiągnęła ćwierćfinał. Po trzech zwycięstwach i jednym walkowerze przegrała z Kirsten Flipkens 6:4, 3:6, 4:6. W cyklu US Open Series zanotowała ćwierćfinały w Carlsbadzie i Toronto, trzecią rundę w Cincinnati oraz finał w New Haven, w którym uległa Simonie Halep 2:6, 2:6. Na US Open pokonała Misaki Doi 6:2, 3:6, 6:1 i Bojanę Jovanovski 6:2, 6:4, by następnie przegrać 3:6, 0:6 z Alison Riske.
W Tokio Czeszka awansowała do półfinału bez straty seta. W tej fazie pokonała Venus Williams 3:6, 6:3, 7:6(2). W meczu mistrzowskim wygrała z Angelique Kerber 6:2, 0:6, 6:3. Dzięki temu rezultatowi Kvitová rozpoczęła udział w Pekinie od drugiej rundy, w której pokonała Varvarę Lepchenko 2:6, 6:2, 6:0. Następnie triumfowała nad wyżej rozstawionymi Sarą Errani i Li Na, w obu przypadkach wygrywając 2:1 w setach. W półfinale przegrała z Jeleną Janković 7:6(7), 1:6, 1:6. W kończącym sezon turnieju TEB BNP Paribas WTA Championships Czeszka wygrała dwa mecze w fazie grupowej, by następnie nie sprostać Li Na w spotkaniu półfinałowym.

### 2014

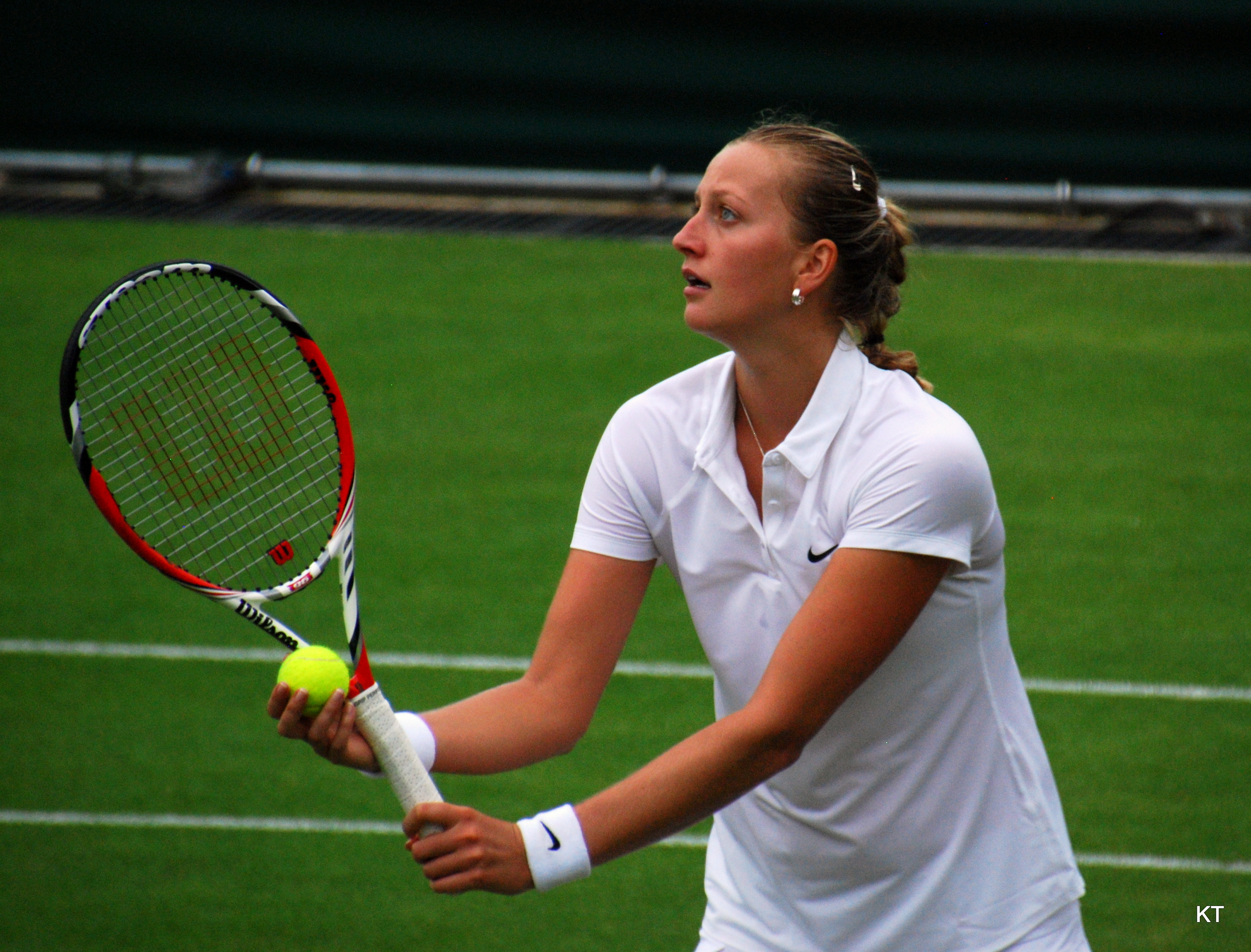
Petra Kvitová podczas turnieju Wimbledon 2014

Sezon 2014 Czeszka rozpoczęła startem w Pucharze Hopmana, w którym jej reprezentacja zajęła drugie miejsce w fazie grupowej. W Sydney wygrała dwa mecze – z Christiną McHale 6:1, 6:0 i z Lucie Šafářovą 7:6(4), 6:2. W półfinale przegrała z późniejszą triumfatorką, kwalifikantką Cwetaną Pironkową 4:6, 3:6. Na Australian Open w pierwszej rundzie uległa 2:6, 6:1, 4:6 Luksice Kumkhum.
W Ad-Dausze Petra Kvitová pokonała w trzech setach Venus Williams i Lucie Šafářovą, a następnie nie sprostała Jelenie Janković. W swoim pierwszym meczu w Dubaju przegrała z Carlą Suárez Navarro 6:1, 4:6, 6:7(4). W Indian Wells osiągnęła czwartą rundę, w której uległa Dominice Cibulkovej 3:6, 2:6. Jedną rundę dalej zaszła w Miami, przegrywając w ćwierćfinale z Mariją Szarapową 5:7, 1:6.
Okres gry na nawierzchni ceglanej rozpoczęła od porażki w drugiej rundzie w Stuttgarcie z Alisą Klejbanową. W turnieju WTA Premier Mandatory w Madrycie pokonała Cîrsteę 6:1, 5:7, 7:6(4), Lepchenko 2:6, 6:2, 6:1 i Šafářovą 6:4, 6:3. Mecz ćwierćfinałowy z Sereną Williams nie odbył się z powodu walkowera Amerykanki. W półfinale Czeszka uległa Simonie Halep 7:6(4), 3:6, 2:6. W Rzymie Kvitová w pierwszym meczu została pokonana przez Zhang Shuai. W trzeciej rundzie French Open przegrała ze Swietłaną Kuzniecową 7:6(3), 1:6, 7:9.
Na trawiastych kortach w Eastbourne pokonała Šafářovą 6:1, 5:7, 7:6(4) i Lepchenko 6:1, 6:4. Pojedynek z Heather Watson oddała walkowerem. Udział w Wimbledonie rozpoczęła od zwycięstw z Andreą Hlaváčkovą i Moną Barthel. W kolejnej fazie pokonała rozstawioną Venus Williams 5:7, 7:6(2), 7:5 oraz Peng Shuai 6:3, 6:2. W ćwierćfinale wygrała z Barborą Záhlavovą-Strýcovą 6:1, 7:5. Jej półfinałową przeciwniczką po raz kolejny okazała się Lucie Šafářová. Także i tym razem zwyciężyła młodsza z nich – mecz zakończył się wynikiem 7:6(6), 6:1 dla Kvitovej. W spotkaniu finałowym Czeszka pokonała Eugenie Bouchard 6:3, 6:0, dzięki czemu wywalczyła drugi wielkoszlemowy tytuł na kortach Wimbledonu.
Okres przygotowawczy do US Open rozpoczęła od trzeciej rundy w Montrealu i drugiej w Cincinnati. Następnie wygrała zawody rozgrywane w New Haven, nie tracąc w turnieju ani jednego seta. W finale pokonała Magdalénę Rybárikovą 6:4, 6:2. Podczas US Open pokonała Kristinę Mladenovic oraz Petrę Cetkovską, zaś uległa w trzecim meczu kwalifikantce Aleksandrze Krunić 4:6, 4:6.
Czeszka odniosła kolejny triumf na kortach w Wuhanie. W meczu mistrzowskim okazała się lepsza od Eugenie Bouchard, tym razem wygrywając 6:3, 6:4. W Pekinie awansowała do finału, w którym przegrała z Mariją Szarapową 4:6, 6:2, 3:6. W kończącym sezon WTA Finals zrewanżowała się Szarapowej, lecz przegrała z Agnieszką Radwańską i Caroline Wozniacki, co zakończyło jej udział w mistrzostwach.
Sezon zakończyła na czwartym miejscu w rankingu singlowym WTA Tour.

### 2015
Sezon 2015 rozpoczęła od udziału w rozgrywkach w Shenzhen, gdzie osiągnęła półfinał, ulegając w nim 4:6, 4:6 Timei Bacsinszky. W Sydney zwyciężyła w całym turnieju, a w meczu finałowym pokonała Karolínę Plíškovą wynikiem 7:6(5), 7:6(6). Na Australian Open w trzeciej rundzie przegrała z Madison Keys 4:6, 5:7. W Dubaju i Dosze dwukrotnie nie sprostała Carli Suárez Navarro.
Okres gry na nawierzchni ceglanej rozpoczęła od porażki w drugiej rundzie w Stuttgarcie z Madison Brengle. W kolejnych zawodach w Madrycie osiągnęła kolejne singlowe zwycięstwo. W półfinale pokonała Serenę Williams, zaś w finale wygrała ze Swietłaną Kuzniecową 6:1, 6:2. Następną porażkę z Suárez Navarro zanotowała w Rzymie. Podczas French Open w czwartej rundzie przegrała z Bacsinszky 6:2, 0:6, 3:6.
Rozgrywki na nawierzchni trawiastej miała zainaugurować jako najwyżej rozstawiona w Eastbourne, ale wycofała się z turnieju. Na Wimbledonie przegrała w trzeciej rundzie z Jeleną Janković 6:3, 5:7, 4:6.
Cykl US Open Series rozpoczęła od porażek z Wiktoryją Azaranką w Toronto oraz Caroline Garcią w Cincinnati. Obroniła natomiast tytuł w New Haven, pokonując trzy rozstawione zawodniczki grające z dzikimi kartami – Agnieszkę Radwańską w ćwierćfinale, Caroline Wozniacki w półfinale oraz Lucie Šafářovą 6:7(6), 6:2, 6:2 w finale. Na US Open osiągnęła ćwierćfinał, w którym przegrała z późniejszą mistrzynią Flavią Pennettą 6:4, 4:6, 2:6.
Na przełomie września i października Czeszka brała udział w turnieju cyklu WTA Premier 5 w Wuhanie, gdzie w trzeciej rundzie uległa Robercie Vinci. W zawodach rangi WTA Premier Mandatory w Pekinie Kvitová odpadła po porażce w pierwszej rundzie z inną Włoszką – Sarą Errani.
W kończącym sezon turnieju WTA Finals Czeszka w fazie grupowej przegrała z Angelique Kerber 2:6, 6:7(3) i z Garbiñe Muguruzą 4:6, 6:4, 5:7, lecz zwycięstwo 7:5, 7:5 odniesione nad Lucie Šafářovą pozwoliło zająć jej drugie miejsce w grupie. W półfinale pokonała Mariję Szarapową 6:4, 7:6(3), a w meczu mistrzowskim uległa Agnieszce Radwańskiej 2:6, 6:4, 3:6.
Sezon zakończyła na szóstym miejscu w rankingu singlowym WTA Tour.

## Życie prywatne
Petra Kvitová jest córką Jiříego, który jest nauczycielem i Pavly. Ma dwóch braci: Jiří jest inżynierem, a Libor nauczycielem. To ojciec zachęcił ją do gry w tenisa. Mówi po czesku i angielsku. Lubi oglądać komedie, słuchać muzyki pop i rock. Jej tenisowymi wzorami są Roger Federer i Martina Navrátilová, a ulubionym turniejem – Wimbledon.
Od 2012 do 2014 spotykała się z czeskim tenisistą Adamem Pavlaskiem.
Do kwietnia 2014 była związana z czeskim tenisistą Radkiem Štěpánkiem.
W tym samym roku związała się z czeskim hokeistą Radkiem Meidlem. Para ogłosiła swoje zaręczyny 17 grudnia 2015 roku, ale rozstali się w maju 2016.
20 grudnia 2016 roku została zaatakowana nożem przez włamywacza w swoim mieszkaniu w Prościejowie. Tenisistka została poważnie zraniona w lewą rękę i trafiła do szpitala. Około 35-letni napastnik ukradł pięć tysięcy czeskich koron i uciekł z apartamentu Kvitovej. Tego samego dnia przeszła zabieg operacyjny w klinice w północnej części miasta Vysoké nad Jizerou. Została wypisana do domu 23 grudnia, ale lekarze orzekli konieczności kilkumiesięcznej przerwy w grze w tenisa. 4 stycznia wydano oświadczenie, z którego wynikało, że rehabilitacja zawodniczki przebiega zgodnie z planem, a za ujawnienie informacji na temat sprawcy zdarzenia, który nadal pozostawał na wolności, tenisowy klub w Preściojewie wyznaczył nagrodę finansową. 2 maja 2017 poinformowała, że wznowiła treningi tenisowe i planuje wystąpić w wielkoszlemowym French Open. Ostatecznie sprawca został skazany na osiem lat więzienia, jednak Kvitová nie odzyskała pełnej sprawności w lewej dłoni, choć powróciła do czołówki tenisistek świata.

## Historia występów wielkoszlemowych
Legenda
     W, wygrany turniej
     F, przegrana w finale
     SF, przegrana w półfinale
     QF, przegrana w ćwierćfinale
     xR, przegrana w x rundzie
     Qx, przegrana w x rundzie kwalifikacji
     A, brak startu
     NH, turniej nie odbył się

### Występy w grze pojedynczej
| Australian Open        | A   | A   | Q1 | 1R | 2R | QF | SF | 2R | 1R | 3R | 2R | A  | 1R | F  | QF | 2R | 1R | 2R | 0 / 14 | 26 – 14  |  |  |  |  |  |  |
| French Open            | A   | A   | 4R | A  | 1R | 4R | SF | 3R | 3R | 4R | 3R | 2R | 3R | A  | SF | 2R | 2R | 1R | 0 / 14 | 30 – 13  |  |  |  |  |  |  |
| Wimbledon              | A   | A   | 1R | 1R | SF | W  | QF | QF | W  | 3R | 2R | 2R | 1R | 4R | NH | 1R | 3R | 4R | 2 / 15 | 38 – 13  |  |  |  |  |  |  |
| US Open                | A   | Q1  | 1R | 4R | 3R | 1R | 4R | 3R | 3R | QF | 4R | QF | 3R | 2R | 4R | 3R | 4R | 2R | 0 / 16 | 34 – 16  |  |  |  |  |  |  |
|                        |     |     |    |    |    |    |    |    |    |    |    |    |    |    |    |    |    |    |        |          |  |  |  |  |  |  |
| Ranking na koniec roku | 773 | 157 | 44 | 62 | 34 | 2  | 8  | 6  | 4  | 6  | 11 | 29 | 7  | 7  | 8  | 17 | 16 | 14 | 2 / 59 | 128 – 56 |  |  |  |  |  |  |

### Występy w grze podwójnej
| Australian Open        | A | A   | A   | 1R  | 1R  | 2R  | A   | A   | A    | A | A   | A | A | A | A  | A | A | A | 0 / 3  | 1 – 3  |  |  |  |  |  |  |  |
| French Open            | A | A   | A   | A   | 2R  | A   | A   | A   | A    | A | A   | A | A | A | A  | A | A | A | 0 / 1  | 1 – 1  |  |  |  |  |  |  |  |
| Wimbledon              | A | A   | 1R  | A   | 1R  | 1R  | A   | A   | A    | A | A   | A | A | A | NH | A | A | A | 0 / 3  | 0 – 3  |  |  |  |  |  |  |  |
| US Open                | A | A   | 1R  | 1R  | 1R  | A   | A   | A   | A    | A | A   | A | A | A | A  | A | A | A | 0 / 3  | 0 – 3  |  |  |  |  |  |  |  |
|                        |   |     |     |     |     |     |     |     |      |   |     |   |   |   |    |   |   |   |        |        |  |  |  |  |  |  |  |
| Ranking na koniec roku | – | 454 | 939 | 379 | 333 | 361 | 532 | 260 | 1250 | – | 265 | – | – | – | –  | – | – | – | 0 / 10 | 2 – 10 |  |  |  |  |  |  |  |

### Występy w grze mieszanej
| Australian Open | A | A | A | A | A | A  | A | A | A | A | A | A | A | A | A  | A | A | A | 0 / 0 | 0 – 0 |  |  |  |  |  |  |  |
| French Open     | A | A | A | A | A | 1R | A | A | A | A | A | A | A | A | NH | A | A | A | 0 / 1 | 0 – 1 |  |  |  |  |  |  |  |
| Wimbledon       | A | A | A | A | A | A  | A | A | A | A | A | A | A | A | NH | A | A | A | 0 / 0 | 0 – 0 |  |  |  |  |  |  |  |
| US Open         | A | A | A | A | A | A  | A | A | A | A | A | A | A | A | NH | A | A | A | 0 / 0 | 0 – 0 |  |  |  |  |  |  |  |
|                 |   |   |   |   |   |    |   |   |   |   |   |   |   |   |    |   |   |   |       |       |  |  |  |  |  |  |  |
|                 |   |   |   |   |   |    |   |   |   |   |   |   |   |   |    |   |   |   | 0 / 1 | 0 – 1 |  |  |  |  |  |  |  |

## Finały turniejów WTA
| Legenda                     | Legenda |
| --------------------------- | ------- |
| Wielki Szlem                |         |
| Igrzyska olimpijskie        |         |
| WTA Tour Championships      |         |
| WTA Elite Trophy            |         |
| 2009 – 2020                 |         |
| WTA Premier Mandatory       |         |
| WTA Premier 5               |         |
| WTA Premier                 |         |
| WTA International Series    |         |
| WTA 125K series (2012–2020) |         |
| od 2021                     |         |
| WTA 1000 (obowiązkowe)      |         |
| WTA 1000 (nieobowiązkowe)   |         |
| WTA 500                     |         |
| WTA 250                     |         |
| WTA 125                     |         |

### Gra pojedyncza 42 (31–11)
| Końcowy wynik | Nr  | Data                 | Turniej         | Nawierzchnia   | Przeciwniczka        | Wynik finału     |
| ------------- | --- | -------------------- | --------------- | -------------- | -------------------- | ---------------- |
| Zwyciężczyni  | 1.  | 16 stycznia 2009     | Hobart          | Twarda         | Iveta Benešová       | 7:5, 6:1         |
| Finalistka    | 1.  | 18 października 2009 | Linz            | Twarda (hala)  | Yanina Wickmayer     | 3:6, 4:6         |
| Zwyciężczyni  | 2.  | 8 stycznia 2011      | Brisbane        | Twarda         | Andrea Petković      | 6:1, 6:3         |
| Zwyciężczyni  | 3.  | 13 lutego 2011       | Paryż           | Twarda (hala)  | Kim Clijsters        | 6:4, 6:3         |
| Zwyciężczyni  | 4.  | 8 maja 2011          | Madryt          | Ceglana        | Wiktoryja Azaranka   | 7:6(3), 6:4      |
| Finalistka    | 2.  | 18 czerwca 2011      | Eastbourne      | Trawiasta      | Marion Bartoli       | 1:6, 6:4, 5:7    |
| Zwyciężczyni  | 5.  | 2 lipca 2011         | Wimbledon       | Trawiasta      | Marija Szarapowa     | 6:3, 6:4         |
| Zwyciężczyni  | 6.  | 16 października 2011 | Linz            | Twarda (hala)  | Dominika Cibulková   | 6:4, 6:1         |
| Zwyciężczyni  | 7.  | 30 października 2011 | Stambuł         | Twarda (hala)  | Wiktoryja Azaranka   | 7:5, 4:6, 6:3    |
| Zwyciężczyni  | 8.  | 13 sierpnia 2012     | Montreal        | Twarda         | Li Na                | 7:5, 2:6, 6:3    |
| Zwyciężczyni  | 9.  | 25 sierpnia 2012     | New Haven       | Twarda         | Marija Kirilenko     | 7:6(9), 7:5      |
| Zwyciężczyni  | 10. | 23 lutego 2013       | Dubaj           | Twarda         | Sara Errani          | 6:2, 1:6, 6:1    |
| Finalistka    | 3.  | 14 kwietnia 2013     | Katowice        | Ceglana (hala) | Roberta Vinci        | 6:7(2), 1:6      |
| Finalistka    | 4.  | 24 sierpnia 2013     | New Haven       | Twarda         | Simona Halep         | 2:6, 2:6         |
| Zwyciężczyni  | 11. | 28 września 2013     | Tokio           | Twarda         | Angelique Kerber     | 6:2, 0:6, 6:3    |
| Zwyciężczyni  | 12. | 5 lipca 2014         | Wimbledon       | Trawiasta      | Eugenie Bouchard     | 6:3, 6:0         |
| Zwyciężczyni  | 13. | 23 sierpnia 2014     | New Haven       | Twarda         | Magdaléna Rybáriková | 6:4, 6:2         |
| Zwyciężczyni  | 14. | 27 września 2014     | Wuhan           | Twarda         | Eugenie Bouchard     | 6:3, 6:4         |
| Finalistka    | 5.  | 5 października 2014  | Pekin           | Twarda         | Marija Szarapowa     | 4:6, 6:2, 3:6    |
| Zwyciężczyni  | 15. | 16 stycznia 2015     | Sydney          | Twarda         | Karolína Plíšková    | 7:6(5), 7:6(6)   |
| Zwyciężczyni  | 16. | 9 maja 2015          | Madryt          | Ceglana        | Swietłana Kuzniecowa | 6:1, 6:2         |
| Zwyciężczyni  | 17. | 29 sierpnia 2015     | New Haven       | Twarda         | Lucie Šafářová       | 6:7(6), 6:2, 6:2 |
| Finalistka    | 6.  | 1 listopada 2015     | Singapur        | Twarda (hala)  | Agnieszka Radwańska  | 2:6, 6:4, 3:6    |
| Zwyciężczyni  | 18. | 1 października 2016  | Wuhan           | Twarda         | Dominika Cibulková   | 6:1, 6:1         |
| Finalistka    | 7.  | 22 października 2016 | Luksemburg      | Twarda (hala)  | Monica Niculescu     | 4:6, 0:6         |
| Zwyciężczyni  | 19. | 6 listopada 2016     | Zhuhai          | Twarda (hala)  | Elina Switolina      | 6:4, 6:2         |
| Zwyciężczyni  | 20. | 25 czerwca 2017      | Birmingham      | Trawiasta      | Ashleigh Barty       | 4:6, 6:3, 6:2    |
| Zwyciężczyni  | 21. | 4 lutego 2018        | Petersburg      | Twarda (hala)  | Kristina Mladenovic  | 6:1, 6:2         |
| Zwyciężczyni  | 22. | 18 lutego 2018       | Doha            | Twarda         | Garbiñe Muguruza     | 3:6, 6:3, 6:4    |
| Zwyciężczyni  | 23. | 5 maja 2018          | Praga           | Ceglana        | Mihaela Buzărnescu   | 4:6, 6:2, 6:3    |
| Zwyciężczyni  | 24. | 12 maja 2018         | Madryt          | Ceglana        | Kiki Bertens         | 7:6(6), 4:6, 6:3 |
| Zwyciężczyni  | 25. | 24 czerwca 2018      | Birmingham      | Trawiasta      | Magdaléna Rybáriková | 4:6, 6:1, 6:2    |
| Zwyciężczyni  | 26. | 12 stycznia 2019     | Sydney          | Twarda         | Ashleigh Barty       | 1:6, 7:5, 7:6(3) |
| Finalistka    | 8.  | 26 stycznia 2019     | Australian Open | Twarda         | Naomi Ōsaka          | 6:7(2), 7:5, 4:6 |
| Finalistka    | 9.  | 23 lutego 2019       | Dubaj           | Twarda         | Belinda Bencic       | 3:6, 6:1, 2:6    |
| Zwyciężczyni  | 27. | 28 kwietnia 2019     | Stuttgart       | Ceglana (hala) | Anett Kontaveit      | 6:3, 7:6(2)      |
| Finalistka    | 10. | 29 lutego 2020       | Doha            | Twarda         | Aryna Sabalenka      | 3:6, 3:6         |
| Zwyciężczyni  | 28. | 6 marca 2021         | Doha            | Twarda         | Garbiñe Muguruza     | 6:2, 6:1         |
| Zwyciężczyni  | 29. | 25 czerwca 2022      | Eastbourne      | Trawiasta      | Jeļena Ostapenko     | 6:3, 6:2         |
| Finalistka    | 11. | 21 sierpnia 2022     | Cincinnati      | Twarda         | Caroline Garcia      | 2:6, 4:6         |
| Zwyciężczyni  | 30. | 1 kwietnia 2023      | Miami           | Twarda         | Jelena Rybakina      | 7:6(14), 6:2     |
| Zwyciężczyni  | 31. | 25 czerwca 2023      | Berlin          | Trawiasta      | Donna Vekić          | 6:2, 7:6(6)      |

## Występy w Turnieju Mistrzyń

### W grze pojedynczej
| Rok  | Rezultat     | Przeciwniczka                                           | Wynik                                   |
| 2011 | Zwycięstwo   | Wiktoryja Azaranka                                      | 7:5, 4:6, 6:3                           |
| 2012 | Faza grupowa | Agnieszka Radwańska                                     | 3:6, 2:6                                |
| 2013 | Półfinał     | Li Na                                                   | 4:6, 2:6                                |
| 2014 | Faza grupowa | Agnieszka Radwańska Marija Szarapowa Caroline Wozniacki | 3:6, 2:6 6:3, 6:2 2:6, 3:6              |
| 2015 | Finał        | Agnieszka Radwańska                                     | 2:6, 6:4, 3:6                           |
| 2018 | Faza grupowa | Elina Switolina Caroline Wozniacki Karolína Plíšková    | 3:6, 3:6 5:7, 6:3, 2:6 3:6, 4:6         |
| 2019 | Faza grupowa | Naomi Ōsaka Belinda Bencic Ashleigh Barty               | 6:7(1), 6:4, 4:6 3:6, 6:3, 4:6 4:6, 2:6 |

## Występy w Turnieju WTA Elite Trophy

### W grze pojedynczej
| Rok  | Rezultat   | Przeciwniczka   | Wynik    |
| 2016 | Zwycięstwo | Elina Switolina | 6:4, 6:2 |

## Występy w igrzyskach olimpijskich

### Gra pojedyncza
| Runda                                                                                | Przeciwniczka                       | Wynik         |
| ------------------------------------------------------------------------------------ | ----------------------------------- | ------------- |
|                                                                                      |                                     |               |
| Letnie Igrzyska Olimpijskie w Londynie 2012, reprezentując państwo Czechy [6]        |                                     |               |
| I runda                                                                              | Ukraina: Kateryna Bondarenko        | 6:4, 5:7, 6:4 |
| II runda                                                                             | Chiny: Peng Shuai                   | 7:5, 2:6, 6:1 |
| III runda                                                                            | Włochy: Flavia Pennetta             | 6:3, 6:0      |
| Ćwierćfinał                                                                          | Rosja: Marija Kirilenko [14]        | 6:7(3), 3:6   |
|                                                                                      |                                     |               |
| Letnie Igrzyska Olimpijskie w Rio de Janeiro 2016, reprezentując państwo Czechy [11] |                                     |               |
| I runda                                                                              | Węgry: Tímea Babos                  | 6:1, 6:2      |
| II runda                                                                             | Dania: Caroline Wozniacki           | 6:2, 6:4      |
| III runda                                                                            | Rosja: Jekatierina Makarowa         | 4:6, 6:4, 6:4 |
| Ćwierćfinał                                                                          | Ukraina: Elina Switolina [15]       | 6:2, 6:0      |
| Półfinał                                                                             | Portoryko: Mónica Puig              | 4:6, 6:1, 3:6 |
| O brązowy medal                                                                      | Stany Zjednoczone: Madison Keys [7] | 7:5, 2:6, 6:2 |
|                                                                                      |                                     |               |
| Letnie Igrzyska Olimpijskie w Tokio 2020, reprezentując państwo Czechy [10]          |                                     |               |
| I runda                                                                              | Włochy: Jasmine Paolini             | 6:4, 6:3      |
| II runda                                                                             | Belgia: Alison Van Uytvanck         | 7:5, 3:6, 0:6 |

### Gra podwójna
| Runda                                                                    | Partnerka      | Przeciwniczki                              | Wynik    |
| ------------------------------------------------------------------------ | -------------- | ------------------------------------------ | -------- |
|                                                                          |                |                                            |          |
| Letnie Igrzyska Olimpijskie w Pekinie 2008, reprezentując państwo Czechy |                |                                            |          |
| I runda                                                                  | Lucie Šafářová | Australia: Samantha Stosur / Rennae Stubbs | 1:6, 0:6 |